# Finalmente l’alba
Finalmente l’alba (ital. für „Endlich ist die Morgendämmerung gekommen“) ist ein Historiendrama von Saverio Costanzo. Im Film spielt die Italienerin Rebecca Antonaci eine junge, aufstrebende Schauspielerin, die im Laufe einer langen Nacht beim Vorsprechen in den Cinecittà-Studios einige denkwürdige Stunden erlebt. Die Premiere war am 1. September 2023 bei den Internationalen Filmfestspielen in Venedig. Der Kinostart in Italien erfolgte Mitte Februar 2024.

## Handlung
Rom in den 1950er Jahren. Eine junge Frau namens Mimosa steht kurz davor, sich zu verloben. Als sie allerdings in die Cinecittà geht, um für eine Rolle als Statistin in einem Film vorzusprechen, lernt sie beim Warten eine Gruppe US-amerikanischer Schauspieler kennen, die gerade einen Sandalenfilm drehen. In dieser Nacht erfährt sie Vieles über Hollywood, und durch die Begegnung mit den Kollegen öffnet sich für Mimosa eine Tür zu einem völlig neuen Leben und zu sich selbst.

## Produktion

### Regie und Drehbuch

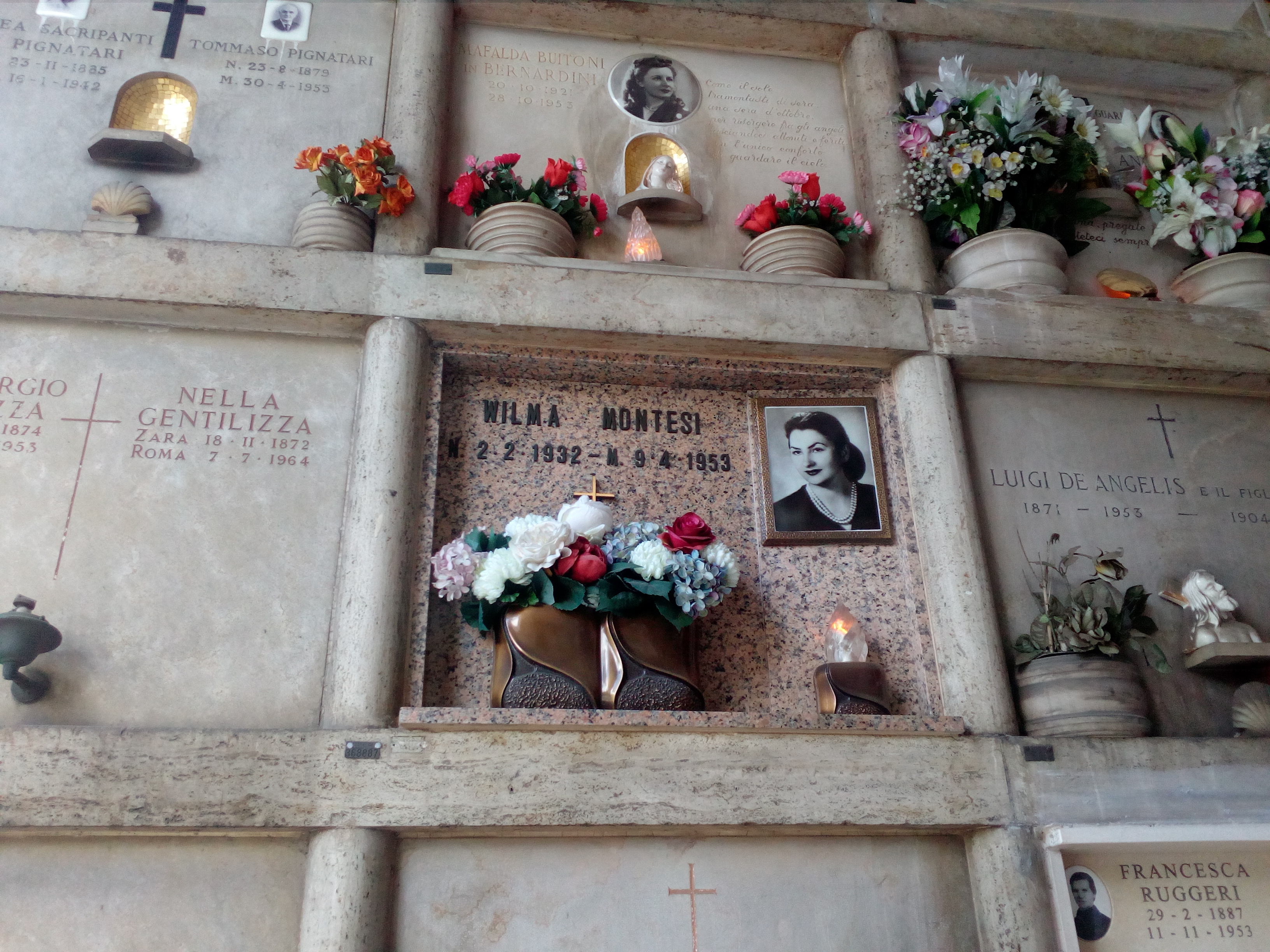
Die letzte Ruhestätte von Wilma Montesi auf dem Cimitero del Verano

Regie führte Saverio Costanzo, der auch das Drehbuch schrieb. Es handelt sich um seinen fünften Spielfilm nach dem Kriegsfilm Private, den Filmdramen In Memory of Me und Die Einsamkeit der Primzahlen und dem Thriller Hungry Hearts.
Die junge Protagonistin, die zum Vorsprechen in die Cinecittà-Studios kommt, ist nach Aussage des Regisseurs von einer jungen Frau namens Wilma Montesi inspiriert. Auch der Handlungszeitraum des Films liegt kurz vor deren Ermordung. Als die Leiche der angehenden Schauspielerin 1953 halbnackt an einem Strand außerhalb Roms gefunden wurde, löste dies in Italien einen Medienrummel aus, weil es der erste Mord dieser Art an einer jungen Frau war. Montesi habe die Reinheit verkörpert, die Italien mit ihrer Ermordung verlor, so Costanzo.

### Besetzung und Dreharbeiten
Die Nachwuchsschauspielerin Rebecca Antonaci spielt Mimosa, die junge Frau, die zu einem Vorsprechen in die Cinecittà kommt. Joe Keery  spielt einen jungen Schauspieler namens Sean Lockwood, den sie hier kennenlernt und der gerade an einem Sandalenfilm arbeitet. Rachel Sennott, bekannt aus Emma Seligmans Spielfilmdebüt Shiva Baby und ihrer Rolle in der Horrorkomödie Bodies Bodies Bodies, spielt in diesem Film an der Seite von Lockwood eine ägyptische Prinzessin. Alba Rohrwacher ist in der Rolle von Alida Valli zu sehen. Sie spielte bereits in Costanzos Die Einsamkeit der Primzahlen die Hauptrolle. Lily James, bekannt für ihre Rolle in Disneys Live-Action-Adaption von Cinderella aus dem Jahr 2015 und für ihre Hauptrolle in Mamma Mia! Here We Go Again, ist in der Rolle von Josephine Esperanto zu sehen. Willem Dafoe spielt einen US-amerikanischen Kunstgaleristen namens Rufus Priori, der in Rom lebt und sich mit Josephine angefreundet hat.
Die Dreharbeiten wurden im August 2022 in den Cinecittà Studios in Rom begonnen. Hier drehte man auch in der Villa dei Quintili, ganz in der Nähe, wo die Hollywoodstars wohnten, die in früheren Zeiten in der Cinecittà drehten. Als Kameramann fungierte der Thailänder Sayombhu Mukdeeprom.

### Veröffentlichung
Die Premiere war am 1. September 2023 bei den Internationalen Filmfestspielen in Venedig, wo der Film im Hauptwettbewerb gezeigt wurde. Am 14. Februar 2024 kam der Film in die italienischen Kinos.

## Rezeption

### Kritiken
Die Kritiken fielen gemischt aus. Gemeinsam ist allerdings allen Kritikern die Assoziation an das Werk Federico Fellinis.
Das Fazit der ausführlichen Filmkritik im deutschen Filmportal Filmstarts lautet:
„Saverio Costanzo hat die langweiligere Version von „Babylon“ gedreht. „Finally Dawn“ verschwendet seinen talentierten Cast und wärmt allein abgedroschene Klischees über die Filmbranche auf!“
Lars Friedrich von ttt – titel, thesen, temperamente sagt zu dem Film: „Regisseur Saverio Costanzo hat einen kleinen großen Film gemacht. Das Märchenhafte daran ist raffinierte Folie. [...]. Tatsächlich werden hier Abgründe verhandelt. Pomp und Tand mögen Glitter haben, den kurzzeitigen Ruhm. Bestand in der Kunst und vor allem im Leben, hat auf Dauer nur: Wahrhaftigkeit.“
Der Kritiker von Film-Zeit findet den Film zwar ein „bisschen kitschig und plakativ“ und schreibt dann aber: „Finalmente l’alba ist ganz offensichtlich eine Hommage auf das Œuvre von Federico Fellini und erinnert, nicht zuletzt aufgrund seines lustvollen Spiels mit der Meta-Ebene, in erster Linie an Achteinhalb (1963). Das Werk entwickelt allerdings auch seine ganz eigenen Reize, die vor allem in der Dynamik zwischen den Figuren liegen“.
Peter Bradshaw vom Guardian meint, dass Finally Dawn ein amüsanter Film ist, charmanter Showbiz-Publikumsrenner und romantisches Melodram, mit einer kräftigen Prise Surreal-Absurdem, in der Tradition von Federico Fellinis Der weiße Scheich oder Woody Allens The Purple Rose of Cairo und gibt dem Film 4 von 5 möglichen Sternen.

### Auszeichnungen
Internationale Filmfestspiele von Venedig 2023
- Nominierung im Wettbewerb um den Goldenen Löwen
- Auszeichnung mit dem La Pellicola d’Oro Award als Best camera operator (Massimiliano Kuveiller)

Nastro d’Argento 2024
- Auszeichnung mit dem Guglielmo-Biraghi-Preis (Rebecca Antonaci)
- Auszeichnung für das Beste Szenenbild (Laura Pozzaglio)
- Auszeichnung für die Besten Kostüme (Antonella Cannarozzi)
- Auszeichnung für den Besten Ton (Gaetano Carito)[10]